# 2003 QY113
2003 QY113, também escrito como 2003 QY113, é um objeto transnetuniano que está localizado no Cinturão de Kuiper, uma região do Sistema Solar. Este corpo celeste é classificado como um cubewano. Ele possui uma magnitude absoluta de 6,7 e tem um diâmetro estimado com 201 km.

## Descoberta
2003 QY113 foi descoberto no dia 31 de agosto de 2003.

## Órbita
A órbita de 2003 QY113 tem uma excentricidade de 0,032 e possui um semieixo maior de 45,331 UA. O seu periélio leva o mesmo a uma distância de 43,882 UA em relação ao Sol e seu afélio a 46,780 UA.